# Brahma (budism)

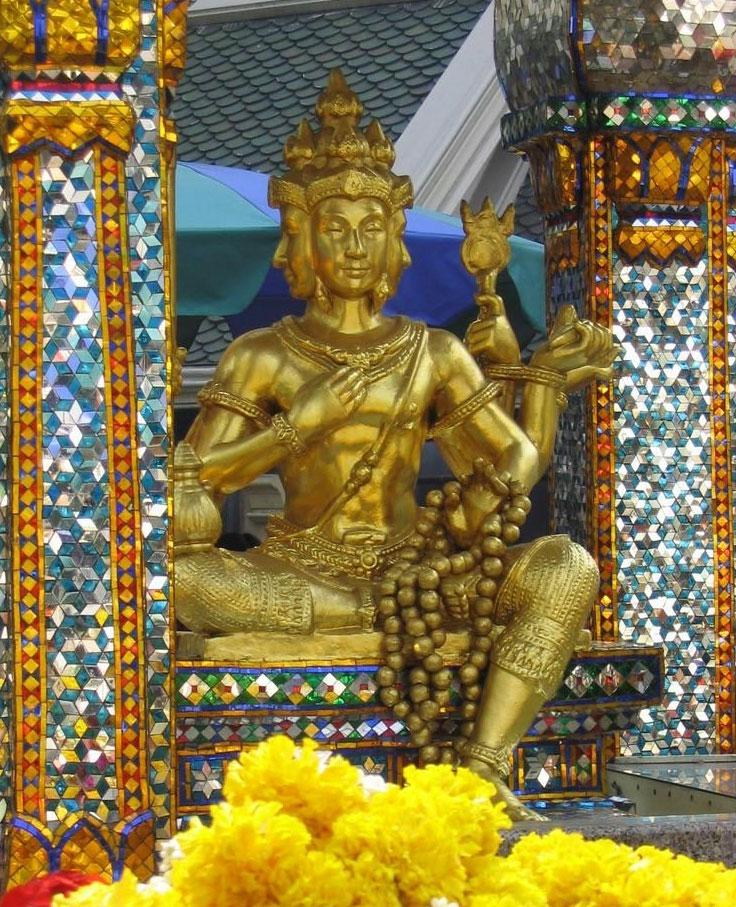
Statuia budistă a zeului Brahma.

În budism, Brahma este o zeitate foarte importantă, dar nu la fel de importantă ca Buddha. Mitul referitor la el spune că ar fi clocit ca o cloșcă un ou cosmic din care a eclozat întreg Universul. El este, deci, într-o anumită măsură creatorul și părintele tuturor lucrurilor existente.